# غاري لوك (لاعب كرة قدم بريطاني)
غاري لوك (بالإنجليزية: Gary Locke)‏ هو لاعب كرة قدم بريطاني، ولد في 12 يوليو 1954 في لندن في المملكة المتحدة. لعب مع تشيلسي وكريستال بالاس ونادي هالمستاد.